# Bolbec
Bolbec est une commune française, située dans le département de la Seine-Maritime en région Normandie.

## Géographie

### Localisation
| Nointot                   |                        | Raffetot           |
| Saint-Jean-de-la-Neuville | Bolbec                 | Lanquetot          |
| Saint-Eustache-la-Forêt   | Saint-Antoine-la-Forêt | Gruchet-le-Valasse |

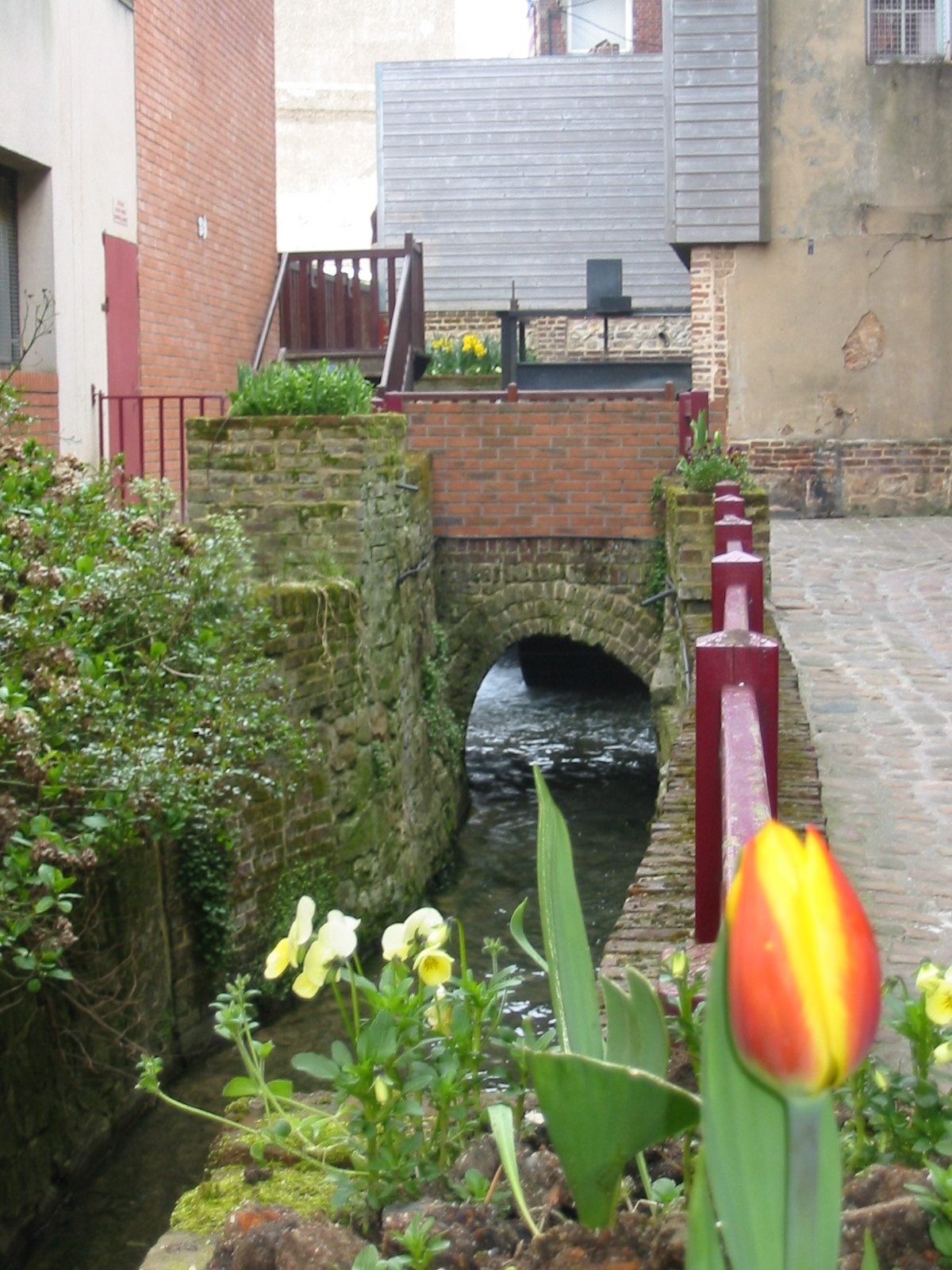
La Bolbec, ruelle Papavoine.

La ville de Bolbec, la plus grande de Caux Seine agglo, est située en amont de la vallée du Commerce. Cette rivière y prend sa source, traversant ensuite Lillebonne avant de se jeter dans la Seine. La rivière du Commerce ne prend ce nom qu’à partir de Lillebonne, en aval de Bolbec. En amont, où est donc situé Bolbec, elle est nommée par une appellation plus ancienne : Le Bolbec ou la rivière de Bolbec. Située au cœur de trois vallées, la ville offre une kyrielle de petites ruelles bordées par des demeures de caractère.
La commune est située dans la région naturelle du pays de Caux.

### Hydrographie
La commune est située dans le bassin Seine-Normandie. Elle est drainée par la rivière du Commerce,.
La Commerce, d'une longueur de 15 km, prend sa source dans la commune  et se jette  dans la Seine à Lillebonne, après avoir traversé quatre communes. 

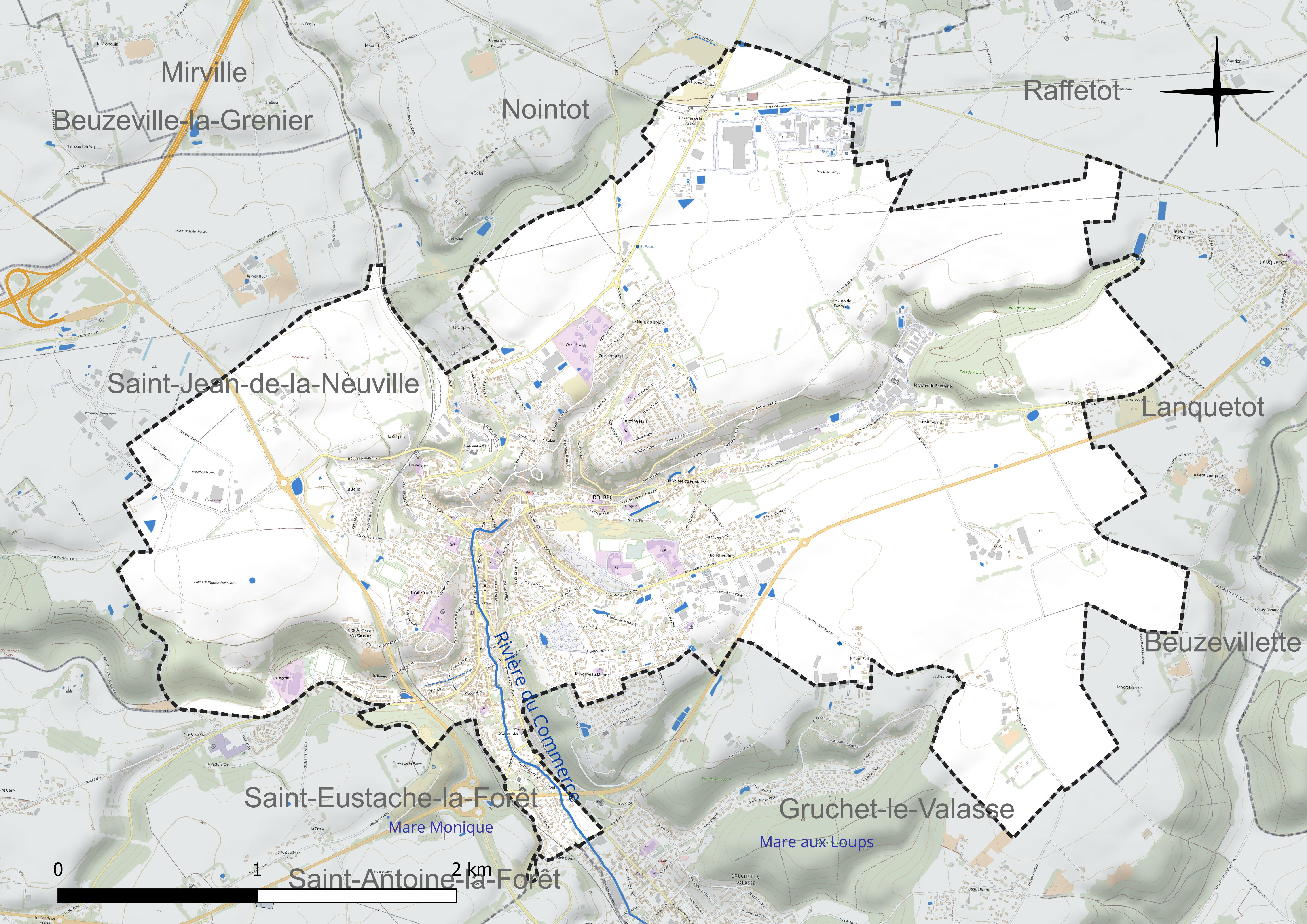
Réseau hydrographique de Bolbec.

### Climat
Pour des articles plus généraux, voir Climat de la Normandie et Climat de la Seine-Maritime.
En 2010, le climat de la commune est de type climat océanique franc, selon une étude du CNRS s'appuyant sur une série de données couvrant la période 1971-2000. En 2020, Météo-France publie une typologie des climats de la France métropolitaine dans laquelle la commune est exposée à un climat océanique et est dans la région climatique Côtes de la Manche orientale, caractérisée par un faible ensoleillement (1 550 h/an) ; forte humidité de l’air (plus de 20 h/jour avec humidité relative > 80 % en hiver), vents forts fréquents. Parallèlement le GIEC normand, un groupe régional d’experts sur le climat, différencie quant à lui, dans une étude de 2020, trois grands types de climats pour la région Normandie, nuancés à une échelle plus fine par les facteurs géographiques locaux. La commune est, selon ce zonage, exposée à un « climat maritime », correspondant au Pays de Caux, frais, humide et pluvieux, légèrement plus frais que dans le Cotentin.
Pour la période 1971-2000, la température annuelle moyenne est de 10,6 °C, avec une amplitude thermique annuelle de 13,2 °C. Le cumul annuel moyen de précipitations est de 898 mm, avec 13,1 jours de précipitations en janvier et 8,7 jours en juillet. Pour la période 1991-2020, la température moyenne annuelle observée sur la station météorologique la plus proche, située sur la commune de Petiville à 15 km à vol d'oiseau, est de 12,0 °C et le cumul annuel moyen de précipitations est de 844,9 mm,. Pour l'avenir, les paramètres climatiques de la commune estimés pour 2050 selon différents scénarios d'émission de gaz à effet de serre sont consultables sur un site dédié publié par Météo-France en novembre 2022.

## Urbanisme

### Typologie
Au 1er janvier 2024, Bolbec est catégorisée centre urbain intermédiaire, selon la nouvelle grille communale de densité à sept niveaux définie par l'Insee en 2022.
Elle appartient à l'unité urbaine de Bolbec, une agglomération intra-départementale regroupant cinq  communes, dont elle est ville-centre,,. Par ailleurs la commune fait partie de l'aire d'attraction du Havre, dont elle est une commune de la couronne,. Cette aire, qui regroupe 116 communes, est catégorisée dans les aires de 200 000 à moins de 700 000 habitants,.

### Occupation des sols
L'occupation des sols de la commune, telle qu'elle ressort de la base de données européenne d’occupation biophysique des sols Corine Land Cover (CLC), est marquée par l'importance des territoires agricoles (58,9 % en 2018), en diminution par rapport à 1990 (68,4 %). La répartition détaillée en 2018 est la suivante : 
terres arables (49,3 %), zones urbanisées (30 %), prairies (8,6 %), forêts (6,6 %), zones industrielles ou commerciales et réseaux de communication (4,4 %), zones agricoles hétérogènes (1 %). L'évolution de l’occupation des sols de la commune et de ses infrastructures peut être observée sur les différentes représentations cartographiques du territoire : la carte de Cassini (XVIIIe siècle), la carte d'état-major (1820-1866) et les cartes ou photos aériennes de l'IGN pour la période actuelle (1950 à aujourd'hui).

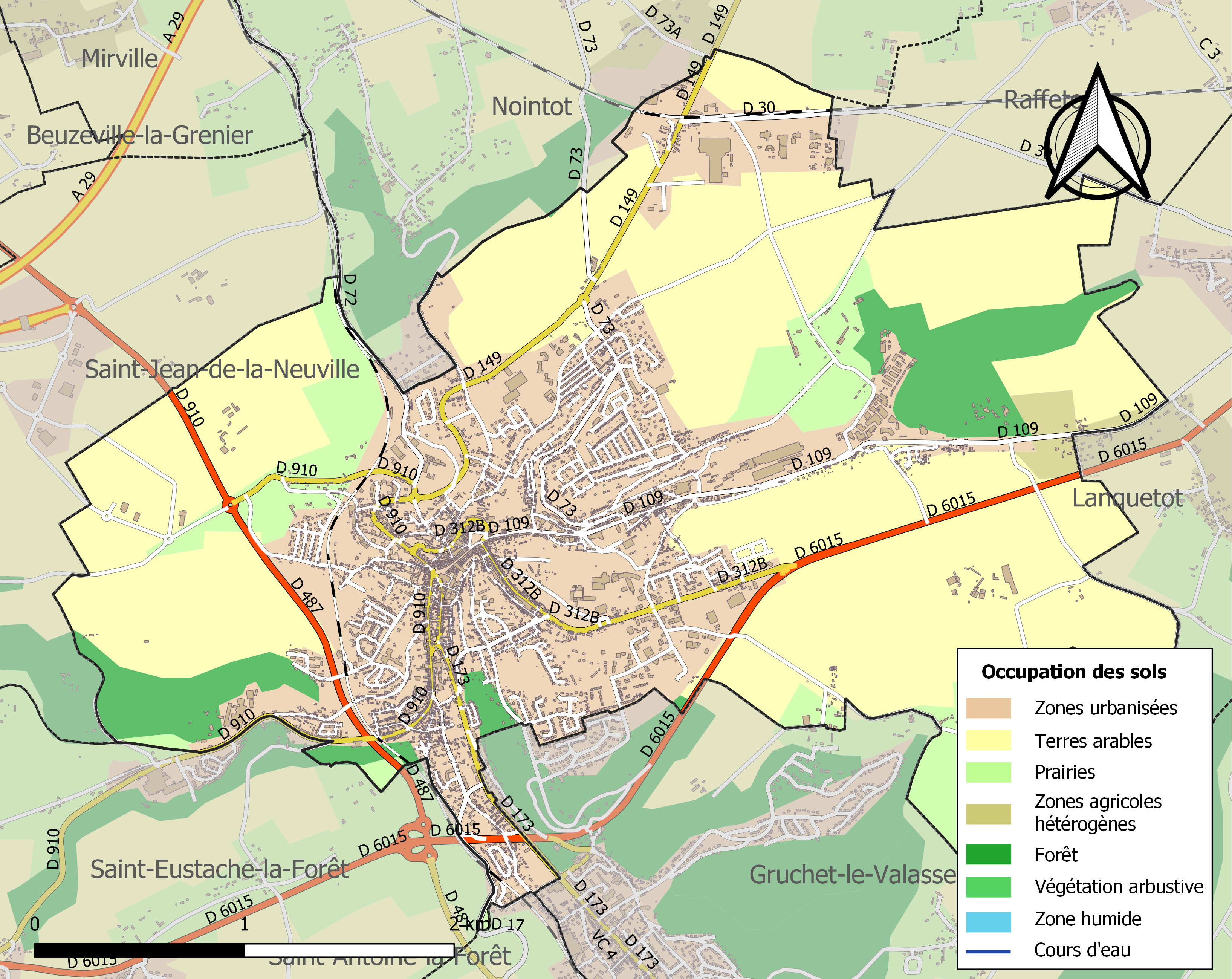
Carte des infrastructures et de l'occupation des sols de la commune en 2018 (CLC).

## Toponymie
Le nom de la localité est attesté sous la forme Bolebec, dès la fin du XIe siècle, Bolebec en 1156-1159, Bolebec 1172-1178, Bollebec 1172-73-1175, Bolebech fin XIIe siècle, Bollebec en 1218, Bolebec en 1303, Bulebec en 1306, Bolebec en 1337, Bolebec en 1431, Bollebec en 1447, Bollebec en 1469, Bollebec en 1557, Bollebec en 1586, Bolbec en 1629, Bolebec 1648, Bollebec en 1704, Bolbec en 1738.
Il s'agit d'une formation toponymique médiévale en -bec, appellatif fréquent dans l'hydronymie et la toponymie normande. Cet élément désigne un ruisseau, un cours d'eau, et il a dû s'appliquer tout d'abord à la rivière de Bolbec. Il s'agit donc d'un cas de transfert du nom de la rivière au bourg principal situé sur son cours, comme dans les cas de Dieppe, Fécamp, Eu, etc. L'appellatif toponymique bec est issu de l'ancien scandinave bekkr « cours d'eau, ruisseau » cf. Orbec, Caudebec, Foulbec, le Bec, etc.
La nature du premier élément n'est pas déterminée avec certitude, Jean Adigard des Gautries avait émis l'hypothèse de voir en Bol-, l'ancien scandinave bolr « tronc d'arbre », c'est-à-dire un appellatif, tout comme Albert Dauzat à sa suite qui préfère cependant le scandinave bol « ferme ».
Ces explications ne s'accordent pas tout à fait avec la nature des formes anciennes récurrentes, à savoir Bolebec, puis Bollebec. C'est sans doute la raison pour laquelle François de Beaurepaire préfère avoir recours au nom de personne norrois Bolli. On trouve en effet parfois l’appellatif bec en Normandie, associé à un nom d’homme. Cf. Carbec, etc. C’est sans doute le même Bolli qui est à l’origine de Bolleville à 8 km de là, dont les homonymes sont par ailleurs Bolleville (Manche) et Boulleville (Eure).

## Histoire

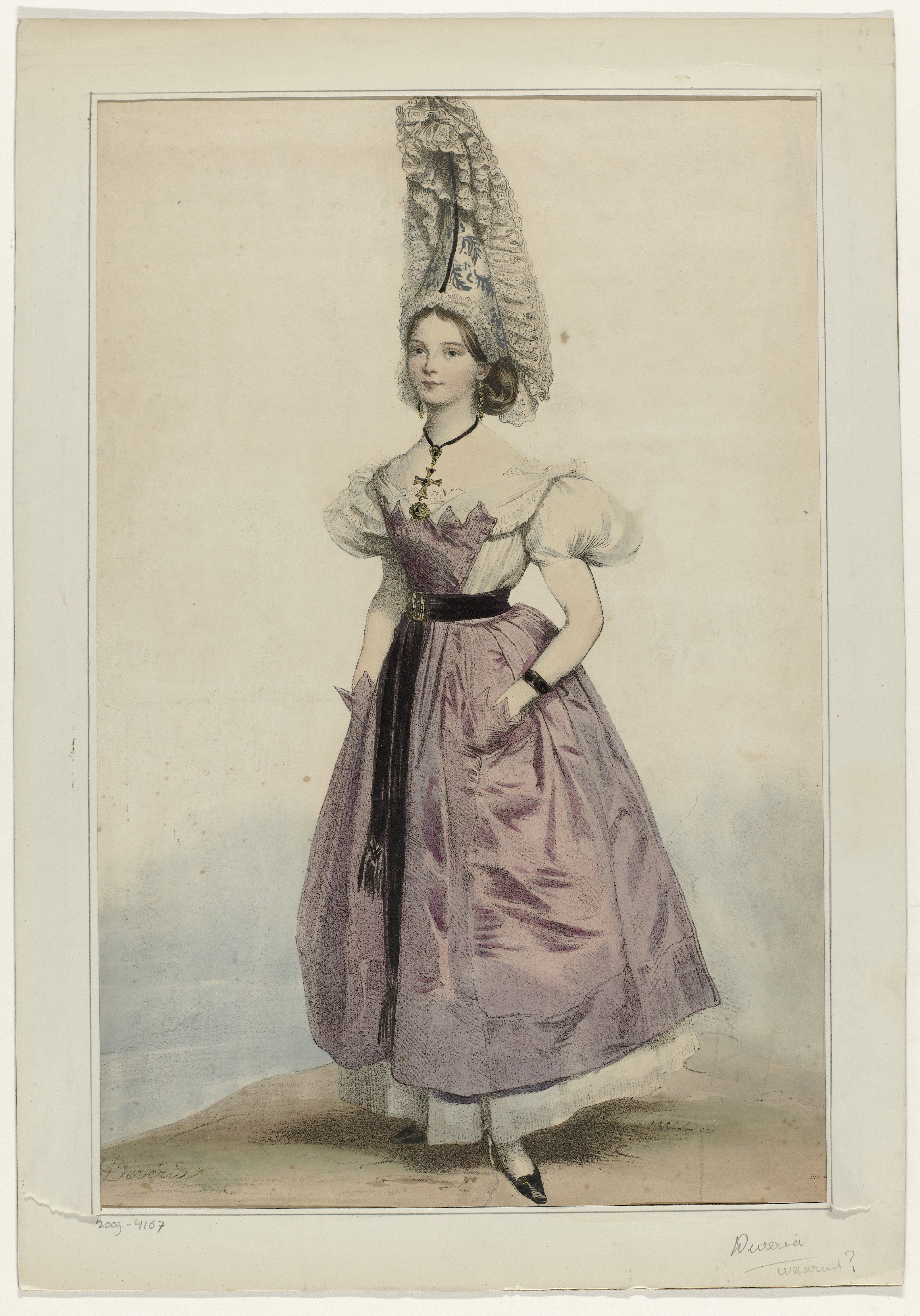
Femme de Bolbec au début du XIXe siècle par Antoine Fonrouge.

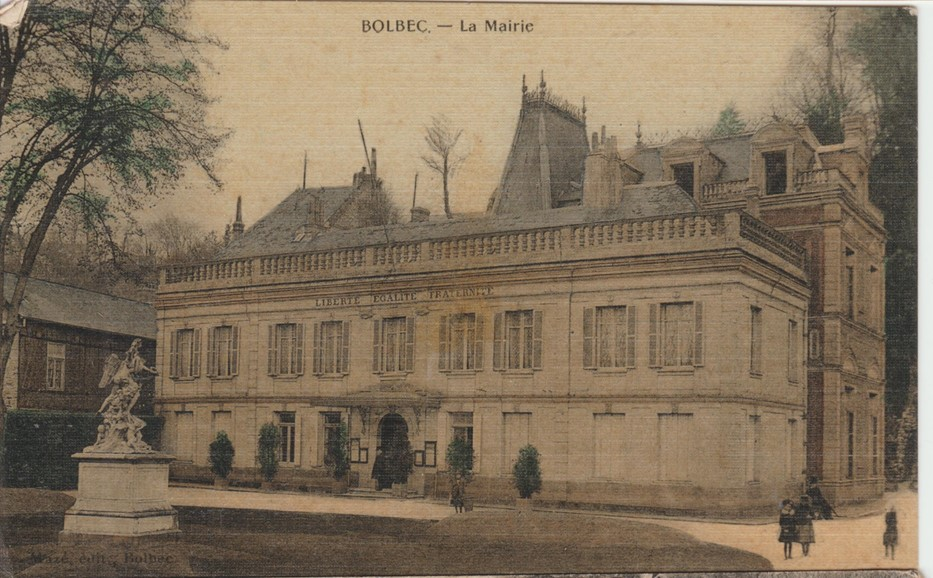
Photographie ancienne de la mairie de Bolbec

Des découvertes archéologiques permettent d’affirmer que Bolbec est habitée depuis la plus haute antiquité tout comme Rouen.
Son premier seigneur connu fut Osbern de Bolbec (vers 992) et le dernier fut le duc de Charost mort sur l’échafaud révolutionnaire.
La ville fut occupée par les Prussiens pendant la guerre de 1870.
Le passé de Bolbec est fortement marqué par l’industrie textile qui a longtemps été le moteur économique de la ville.
Bolbec s’est développée grâce aux nombreux moulins qui jalonnaient la rivière traversant la ville. Ces moulins, au nombre de 14 au milieu du XIVe siècle, ont permis le développement de l’industrie textile puisque celle-ci utilisait l’eau, puis la vapeur pour faire fonctionner ses machines.
Aujourd’hui, seuls trois moulins subsistent : un à la source de la rivière dans l’enceinte de l’usine Oril, un au Vallot et le dernier, ruelle Papavoine.
À la fin du XVIIIe siècle, de nombreux manufacturiers s’installent à Bolbec pour produire des « indiennes ». À la veille de la Révolution française, Bolbec compte près de 18 manufactures. En 1806, ce sont 27 indienneries qui existent à Bolbec, représentant près de 800 ouvriers. La petite rivière de Bolbec anime 27 moulins, 29 imprimeries de toiles, 22 curanderies ou blanchisseries de toiles, 16 garanceries et 18 autres industries diverses.
L'importance du textile dans la vallée de Bolbec fut alors reconnue par l’État, d’une part par la création de la Chambre des arts et manufactures en 1806 (qui deviendra la Chambre de commerce et d’industrie) et d’autre part, par la création du Conseil des Prud'hommes en 1813.
Mais au fil des ans, l’industrie textile subit les crises économiques. À la fin du XIXe siècle, une seule indiennerie subsiste. Elle fermera définitivement ses portes en 1956. Le dernier atelier de tissage fermera en 1986.

### La ville actuelle

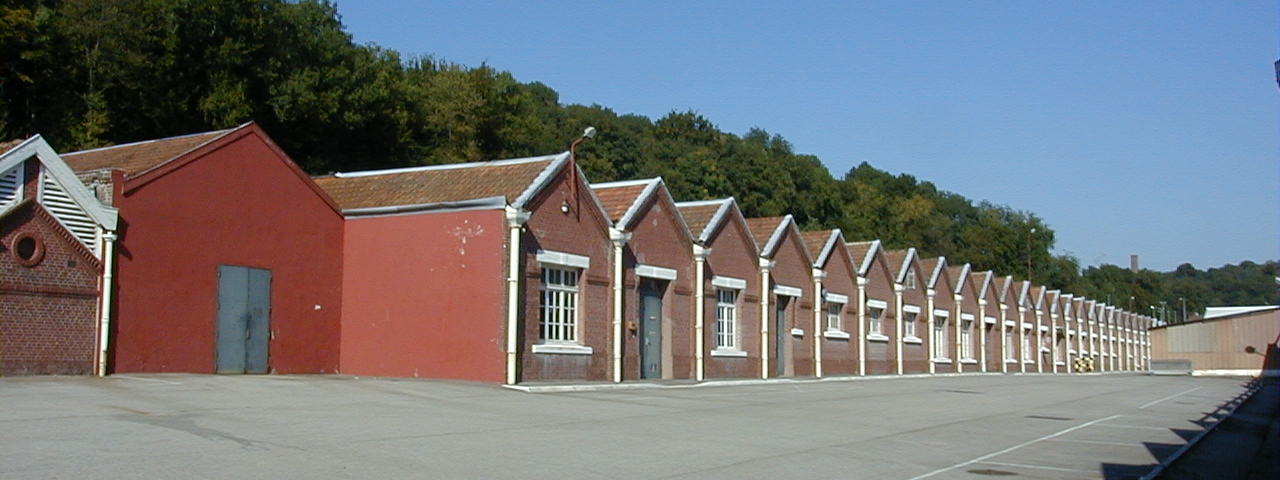
Usine Desgenétais.

Il reste peu de traces du passé textile de la ville. Seule une ancienne usine textile subsiste de nos jours : c’est l’ancienne  usine Desgenétais, du nom de celui qui a marqué son histoire. En effet, ce site est le dernier témoin de l’empreinte des manufactures sur l’urbanisme alentour : école Sainte-Anne, crèche, chapelle, maisons d’ouvriers, de contremaîtres… Cet ensemble forme un site exceptionnel témoin d'une époque.

## Politique et administration

### Rattachements administratifs et électoraux
La commune appartient à l'arrondissement du Havre et au canton de Bolbec, dont elle est le chef-lieu depuis sa création. Le redécoupage cantonal de 2014 en a modifié la composition et le nouveau canton comprend à partir de cette date treize communes de l'ancien canton de Bolbec, six du canton de Lillebonne (supprimé) et une du canton de Saint-Romain-de-Colbosc.
Pour l'élection des députés, la commune fait partie de la neuvième circonscription de la Seine-Maritime, représentée depuis juin 2017 par Stéphanie Kerbarh (PRV). Auparavant, elle a successivement appartenu à la 3e circonscription du Havre (IIIe République), la 5e circonscription (1958-1986) et la 6e circonscription (1988-2012).
Sur le plan des institutions judiciaires, la commune relève du tribunal judiciaire (qui a remplacé le tribunal d'instance et le tribunal de grande instance le 1er janvier 2020), du tribunal pour enfants, du conseil de prud’hommes et du tribunal de commerce du Havre, de la cour d’appel et du tribunal administratif de Rouen et de la cour administrative d'appel de Versailles.

### Intercommunalité
Depuis le 1er janvier 2008, date de sa création, la commune appartient à Caux Seine Agglo (anciennement Communauté d'agglomération Caux Vallée de Seine) et en est la principale ville. Cette intercommunalité a succédé à la Communauté de communes du canton de Bolbec (3CB), fondée le 29 décembre 1995.
Bolbec fait aussi partie du Pôle métropolitain de l'estuaire de la Seine.

### Administration municipale

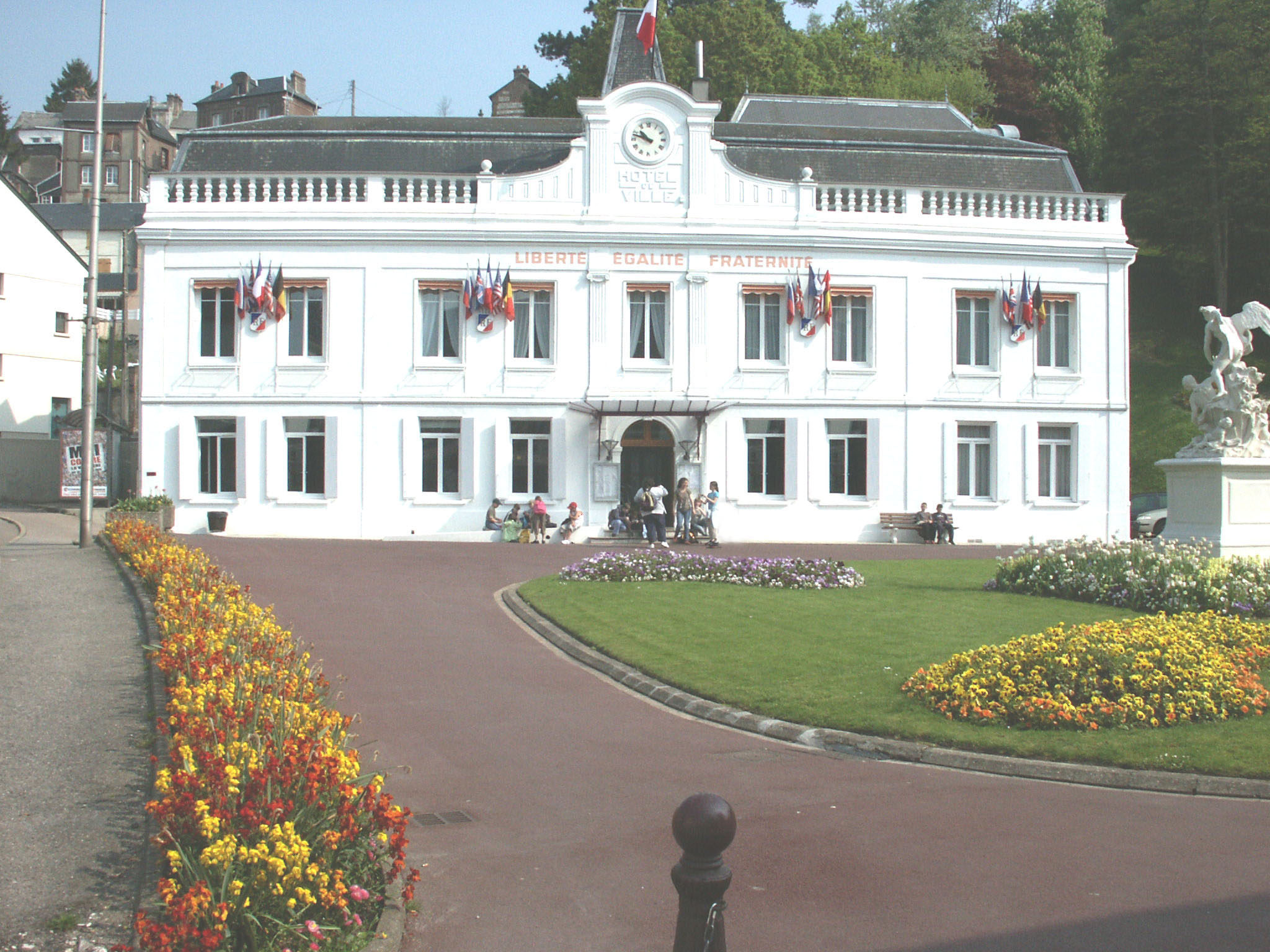
Hôtel de ville de Bolbec.

Le nombre d'habitants au dernier recensement étant compris entre 10 000 et 19 999, le nombre de membres du conseil municipal est de 33.

### Liste des maires
Depuis l'après-guerre, neuf maires se sont succédé à la tête de la commune.

### Tendances politiques et résultats

#### Élections municipales
- Élections municipales de 2020 (2d tour) : 50,58 % pour Christophe Doré (SE, soutenu par le maire sortant), 20,48 % pour Douglas Potier (DVD), 13,17 % pour Jean-Marc Orain (EÉLV-PCF), 7,96 % pour Rachid Chebli (LFI), 7,78 % pour Xavier Darrouzet (SE), 39,03 % de participation.
- Élections municipales de 2014 (1er tour) : 60,18 % pour Dominique Métot (DVG), 23,55 % pour Céline Brulin (Union de la gauche, PCF-PS-EELV), 8,23 % pour Rachid Chebli (DVG), 8,02 % pour Douglas Potier (UMP-UDI), 59,03 % de participation.
- Élections municipales de 2008 (2d tour) : 58,01 % pour Dominique Métot (DVG), 33,03 % pour Michel Havard (Union de la gauche, PCF-PS), 8,96 % pour Pierre Roussel (DVG), 64,04 % de participation.
- Élections municipales de 2001 (2d tour)[40] : 51,74 % pour Michel Havard (PCF), 48,26 % pour Michel Saint-Léger (DVD, soutenu par le maire sortant), 65,30 % de participation.
- Élections municipales de 1995 : données manquantes
- Élections municipales de 1989 : données manquantes
- Élections municipales partielles de 1988 (2d tour) : 53,63 % pour Michel Havard (Union de la gauche, PCF-PS), 46,37 % pour Antoine Moutier (Union de la droite, RPR-UDF-DVD), 74,88 % de participation.

#### Élections cantonales et départementales
- Élections départementales de 2021 (2d tour) : 70,62 % pour le binôme Dominique Métot - Murielle Moutier-Lecerf (BC-DVG), 29,38 % pour le binôme Florence Guérin - Clément Quevilly (BC-RN), 28,23 % de participation.
- Élections départementales de 2015 (2d tour) : 70,58 % pour le binôme Dominique Métot - Murielle Moutier-Lecerf (BC-DVG), 29,42 % pour le binôme Bruno Blondel - Josiane Honvault (BC-FN), 47,72 % de participation.
- Élections cantonales de 2008 (2d tour) : 44,74 % pour Alain Gérard (UMP, Alternance 76), 33,95 % pour Michel Havard (PCF), 21,31 % pour Pierre Roussel (DVG), 63,01 % de participation.

### Jumelages
- Ostercappeln ;
- Bad Essen[41] ;
- Bohmte.

## Population et société

### Démographie

#### Évolution démographique
L'évolution du nombre d'habitants est connue à travers les recensements de la population effectués dans la commune depuis 1793. Pour les communes de plus de 10 000 habitants les recensements ont lieu chaque année à la suite d'une enquête par sondage auprès d'un échantillon d'adresses représentant 8 % de leurs logements, contrairement aux autres communes qui ont un recensement réel tous les cinq ans,.

En 2022, la commune comptait 11 618 habitants, en évolution de +1,48 % par rapport à 2016 (Seine-Maritime : +0,35 %, France hors Mayotte : +2,11 %).
| 1793  | 1800  | 1806  | 1821  | 1831  | 1836  | 1841  | 1846  | 1851  |
| ----- | ----- | ----- | ----- | ----- | ----- | ----- | ----- | ----- |
| 4 302 | 4 920 | 4 824 | 6 949 | 9 630 | 9 802 | 9 251 | 9 692 | 9 574 |

| 1856  | 1861  | 1866  | 1872   | 1876   | 1881   | 1886   | 1891   | 1896   |
| ----- | ----- | ----- | ------ | ------ | ------ | ------ | ------ | ------ |
| 9 834 | 9 577 | 9 603 | 10 143 | 11 105 | 11 575 | 12 007 | 12 028 | 12 239 |

| 1901   | 1906   | 1911   | 1921   | 1926   | 1931   | 1936   | 1946   | 1954   |
| ------ | ------ | ------ | ------ | ------ | ------ | ------ | ------ | ------ |
| 11 820 | 11 588 | 11 080 | 10 439 | 10 175 | 10 187 | 10 209 | 10 779 | 11 716 |

| 1962   | 1968   | 1975   | 1982   | 1990   | 1999   | 2006   | 2011   | 2016   |
| ------ | ------ | ------ | ------ | ------ | ------ | ------ | ------ | ------ |
| 12 212 | 12 716 | 12 555 | 12 461 | 12 372 | 12 591 | 12 100 | 11 732 | 11 449 |

| 2021   | 2022   | - | - | - | - | - | - | - |
| ------ | ------ | - | - | - | - | - | - | - |
| 11 635 | 11 618 | - | - | - | - | - | - | - |

#### Pyramide des âges
La population de la commune est relativement jeune.
En 2018, le taux de personnes d'un âge inférieur à 30 ans s'élève à 37,8 %, soit au-dessus de la moyenne départementale (36,5 %). À l'inverse, le taux de personnes d'âge supérieur à 60 ans est de 25,9 % la même année, alors qu'il est de 26,0 % au niveau départemental.
En 2018, la commune comptait 5 578 hommes pour 6 027 femmes, soit un taux de 51,93 % de femmes, légèrement supérieur au taux départemental (51,90 %).
Les pyramides des âges de la commune et du département s'établissent comme suit.
| Hommes | Classe d’âge | Femmes |
| ------ | ------------ | ------ |
| 0,7    | 90 ou +      | 2,4    |
| 6,4    | 75-89 ans    | 10,6   |
| 15,2   | 60-74 ans    | 16,1   |
| 17,8   | 45-59 ans    | 17,9   |
| 19,3   | 30-44 ans    | 17,7   |
| 19,1   | 15-29 ans    | 17,4   |
| 21,5   | 0-14 ans     | 17,9   |

| Hommes | Classe d’âge | Femmes |
| ------ | ------------ | ------ |
| 0,7    | 90 ou +      | 1,8    |
| 6,7    | 75-89 ans    | 9,6    |
| 16,7   | 60-74 ans    | 18     |
| 19,4   | 45-59 ans    | 19     |
| 18,5   | 30-44 ans    | 17,5   |
| 19,2   | 15-29 ans    | 17,4   |
| 18,9   | 0-14 ans     | 16,7   |

### Enseignement

#### Établissements scolaires
Bolbec est situé dans l'académie de Normandie. La ville administre cinq écoles maternelles et six écoles élémentaires communales.

##### Écoles maternelles
- École du Champ-des-Oiseaux
- École Desgenétais
- École Edmée-Marc-Hatinguais
- École Pablo-Picasso
- École Jacques-Prévert
- École Paul-Bert

##### Écoles élémentaires
- École Claude-Chapelle
- École Pierre-Corneille
- École Jules-Ferry
- École Victor-Hugo
- École Jules-Verne

##### Collèges
- Collège Roncherolles (public)
- Collège Sainte-Geneviève (privé)

##### Lycées
- Lycée polyvalent Pierre-de Coubertin
- Lycée professionnel Pierre-et-Marie-Curie, édifié en 1968[47]

## Économie
Bolbec est le siège de la Chambre de commerce et d'industrie de Fécamp - Bolbec.

### Commerces et artisans
La ville de Bolbec compte près de 180 commerces et artisans.[réf. nécessaire]

### Industrie
Le principal employeur industriel implanté sur Bolbec est Oril Industrie, société Filiale du groupe pharmaceutique Servier.

## Culture locale et patrimoine

### Lieux et monuments

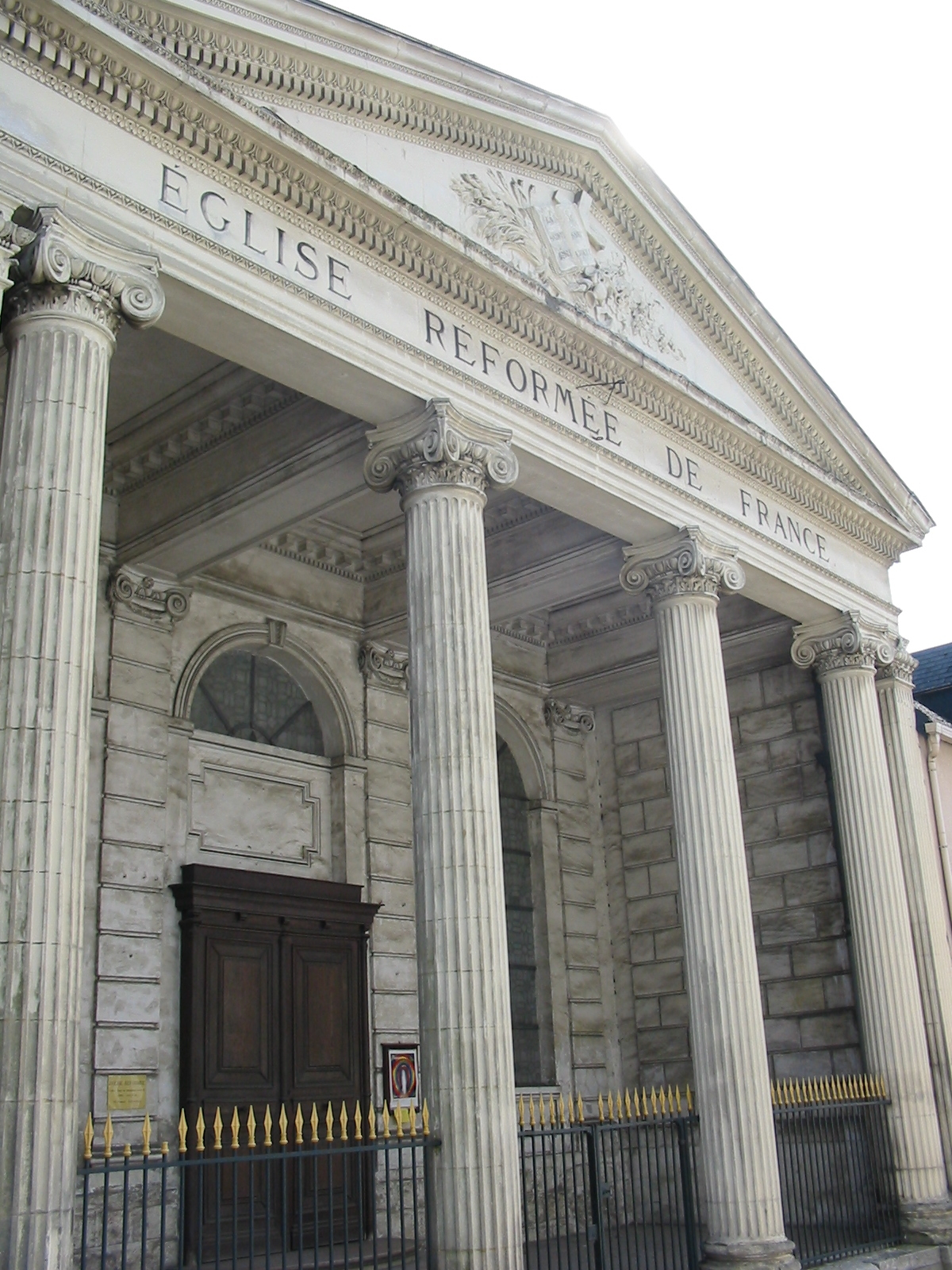
Temple protestant.

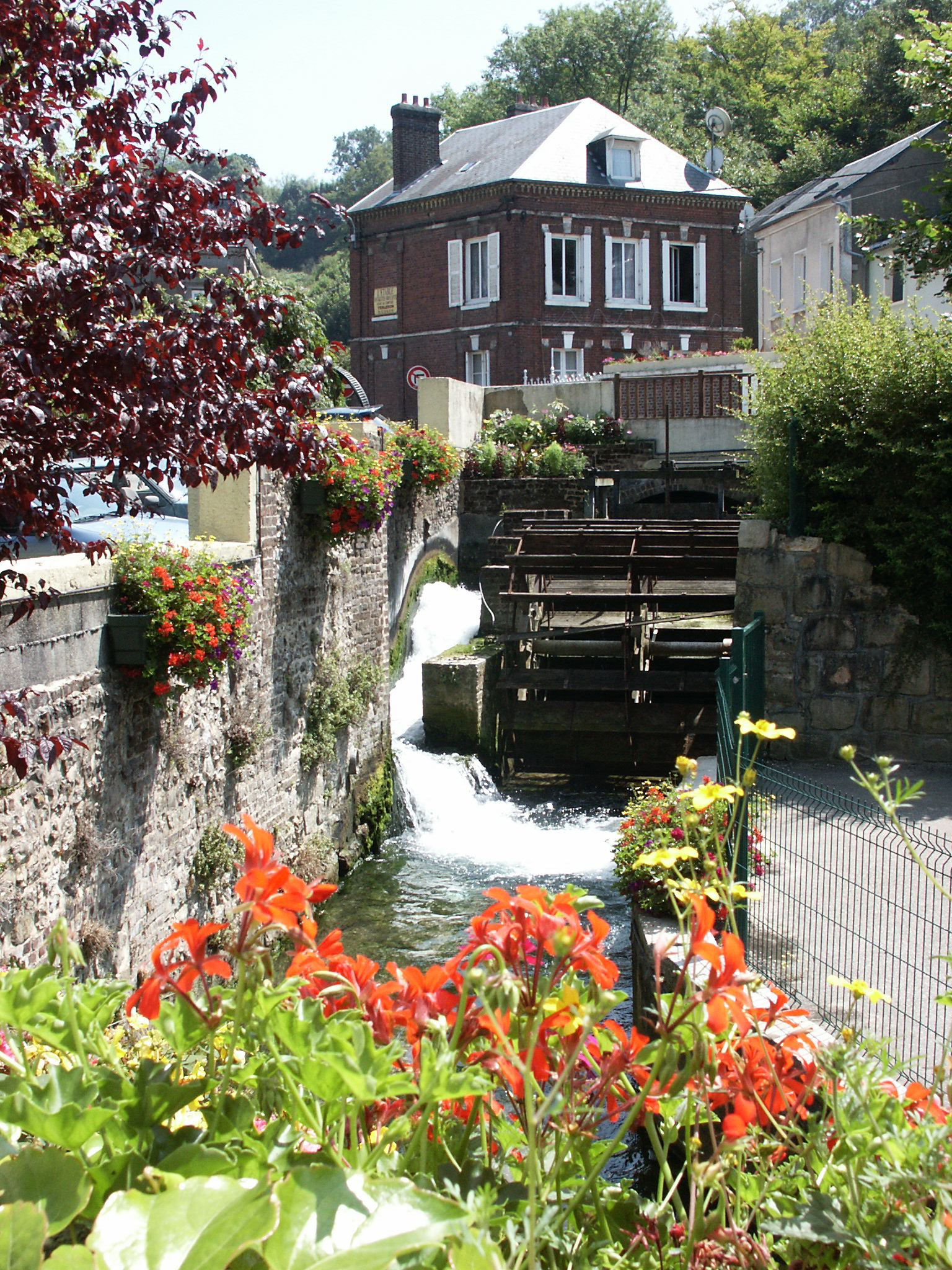
Moulin du Vallot.

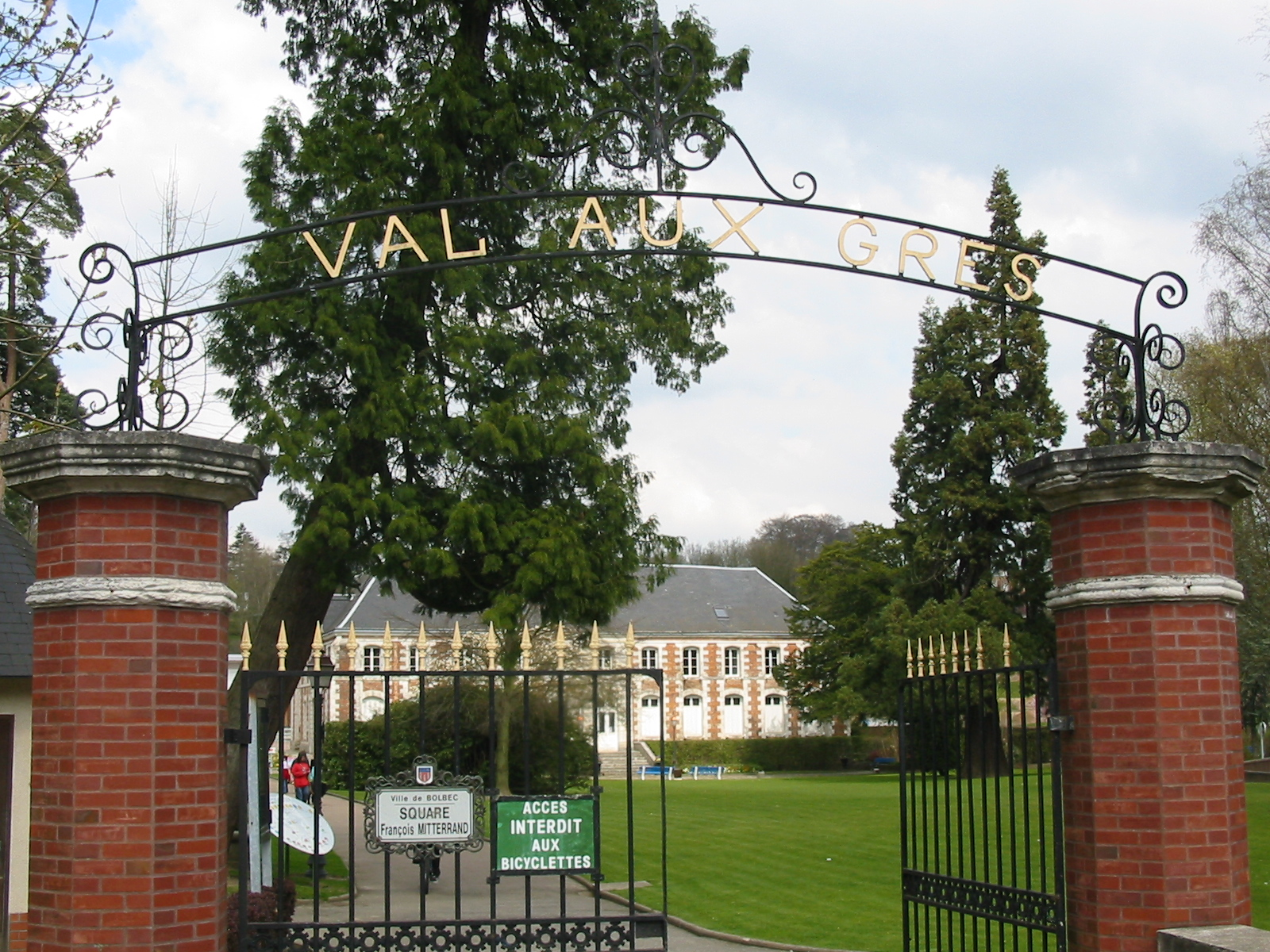
Entrée du Val-aux-Grès.

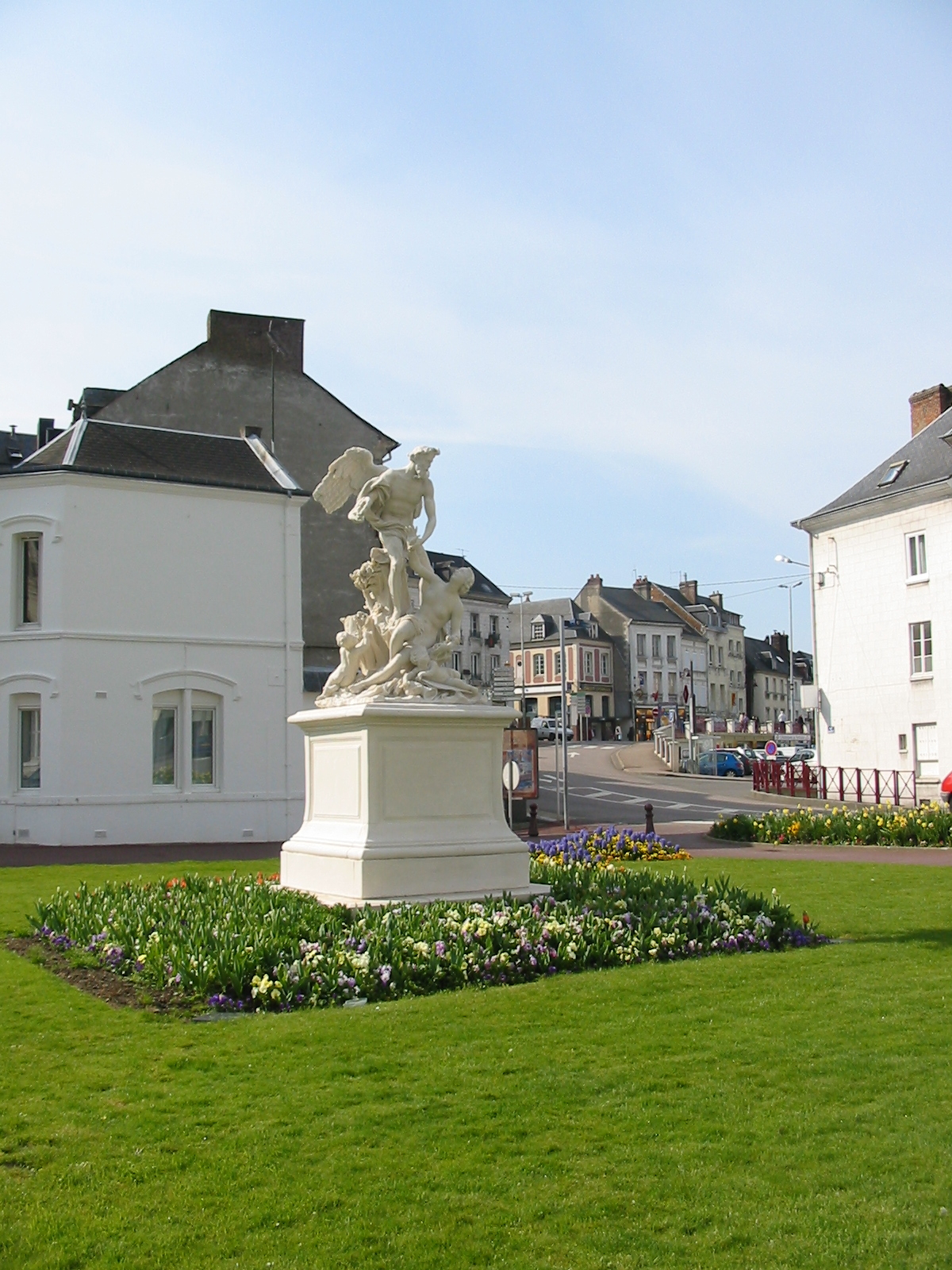
Les Arts relevés par le Temps.

- Ancienne usine Desgenétais : fleuron de l'industrie textile dans la région.
- Église Saint-Michel : classée monument historique en septembre 1992, l'église actuelle date des années 1770, l'église précédente, datant du XIe siècle, fut entièrement détruite par l'incendie de la ville du 14 juillet 1765. Sa construction commença en 1774 selon les plans de l'architecte Pierre Patte. L'église est consacrée en 1781. L'orgue de chœur provient de l'église Saint-Herbland de Rouen et fut installé à Bolbec en 1792.
- Le temple protestant : en 1791, alors que le culte est célébré dans des maisons particulières à Bolbec, un protestant de Bolbec, réfugié à Londres, lègue de l'argent pour être employé à bâtir une maison de prières pour ses coreligionnaires de Bolbec. La construction du temple débute en 1792 et ne sera achevée qu'en 1796. Le culte a commencé le jour de Noël 1797.
- La chapelle Sainte-Anne : Louis Desgenétais, manufacturier textile, a fait construire cette chapelle en mémoire de ses parents. Elle est consacrée à sainte Anne, prénom de son épouse. Il souhaitait ainsi apporter un certain bien-être à ses ouvriers. Il était de religion catholique, à la différence de la plupart de ses confrères, qui étaient protestants. La chapelle fut réalisée par l'architecte Jean-Alexandre Navarre, et les fresques qui ornent l'intérieur par Paul Baudoüin.
- Manoir de Cailletot : la construction de ce manoir remonterait au XVIe siècle.
- Moulins Seminel et du Vallot : ces roues de moulins ont toutes participé au développement de la ville aux XVIIIe et XIXe siècles car elles permettaient le fonctionnement des usines.
- Château du Val-aux-Grès : cette ancienne léproserie du XIIe siècle a subi de nombreuses transformations au fil des siècles. Le château, seul bâtiment qui subsiste de nos jours, a été édifié en 1752. Le Val-aux-Grès a accueilli de nombreux prieurés. Le château devient propriété de la ville dans les années 1970, il est actuellement utilisé par le centre culturel avec deux salles d'exposition et principalement par une des trois antennes du Conservatoire à Rayonnement Départemental de musique et de danse Caux vallée de Seine.
- L'hôtel de ville et les statues du jardin public : cette ancienne propriété de manufacturier fut vendue à la ville en 1881 par les héritiers de Gustave Lemaître. Des travaux sont entrepris par l'architecte rouennais Octave Fréret. L'hôtel de ville fut inauguré le 14 juillet 1882. Les statues du jardin public Diane chasseresse[49] et Les Arts relevés par le Temps[50] proviennent du parc du château de Marly et ont été installées à Bolbec en 1795. Ces œuvres ont été classées monuments historiques en 1901. Cependant, à la suite des dégradations dues au temps, ces statues ont bénéficié d'une restauration complète et sont retournées dans leur lieu d'origine. Des copies ont été réalisées à partir des moulages effectués et installées à la place des originaux.
- Château de Fontaine : fief des seigneurs de Bolbec, le manoir du XIIe siècle fait place à un château fort bien bâti au XVIIe siècle orné de terrasses et de jardins et accompagné d’un bois avec un étang d’où sort la rivière de Bolbec. Abandonné au XVIIIe siècle, ses pierres ont permis la reconstruction de la ville à la suite de l'incendie de 1765. Actuellement, il ne reste qu'une vaste esplanade restée bien nivelée, entourée d'escarpements sur 3 côtés, des murs de soutènement et la porte d'un souterrain sous la terrasse soutenue par des murs en pierre de taille.
- Gare de Bolbec - Nointot
- monument aux morts : inscrit aux monuments historiques par arrêté du 29 juillet 2022[51].

La commune est classée « trois fleurs » au concours des villes et villages fleuris.

### Équipements culturels
- Atelier-musée du textile.
- Centre culturel du Val aux Grès
- MJC du Val aux Grès
- Conservatoire de musique et de danse à rayonnement départemental Caux vallée de Seine, site du Val aux Grès
- Médiathèque Caux vallée de Seine, site de Bolbec

### Personnalités liées à la commune
- L'abbé Hauchecorne (vers 1750 - après 1807), linguiste, est né à Bolbec.
- François Amable Ruffin (1771-1811), général de division, commandeur de la Légion d'honneur, tombé au champ d'honneur, y est né.
- Guillaume de Félice (1803-1871), 4e comte de Panzutti, pasteur.
- Paul de Saint-Martin, artiste peintre né en 1817 à Bolbec. Les musées de Cambrai, Dieppe et Louviers conservent de ses œuvres[52].
- Paul Marion (1833-1893), notaire au Havre et maire de cette ville.
- Ferdinand Lechevallier (1840-1905), homme politique né à Bolbec, maire de Yvetot, député de Seine-Maritime de 1881 à 1905.
- Gaston Manchon (1855-1951), artiste et industriel local, lié aux Manchon-Lemaître.
- Edward Montier (1870-1954), écrivain.
- Marion Gilbert (1876-1951), écrivain[53].
- René Dragon (1887-1944), résistant, y est né.
- Edmée Hatinguais (1896-1972), directrice de l'École normale supérieure de jeunes filles.
- Marcel Sorieul, dit Marceau Rieul, (1900-1977), écrivain cauchois d’expression normande.
- Jean Lasne (1911-1940), peintre ().
- Jacques Prevel (1915-1951), poète.
- René Gouast (1897-1980), peintre.
- Dominique Noguez, né en 1942 à Bolbec, écrivain, prix Femina 1997.
- Christelle Mol, sportive de haut-niveau en badminton sélectionnée aux Jeux olympiques d'été de 1992 à Barcelone.

### Héraldique, logotype et devise
| Blason de Bolbec                     | Blason Ville de Bolbec - De gueules aux trois navettes d’argent, au chef cousu d’azur chargé de trois fleurs de lys d’or. |
| Logo de Bolbec jusqu'en janvier 2010 | Logotype Ville de Bolbec jusqu'en janvier 2010.                                                                           |
| Logo de Bolbec depuis janvier 2010   | Logotype de la ville depuis janvier 2010.                                                                                 |